# Niklas Süle
Niklas Süle (Frankfurt am Main, 3 september 1995) is een Duits voetballer die doorgaans als centrale verdediger speelt. Hij komt sinds 2017 uit voor FC Bayern München, in de zomer van 2022 verruilt hij de club voor Borussia Dortmund. Süle debuteerde in 2016 in het Duits voetbalelftal.

## Clubcarrière
Süle verruilde op veertienjarige leeftijd de jeugdopleiding van SV Darmstadt 98 voor die van 1899 Hoffenheim. Hij debuteerde op 11 mei 2013 in het eerste elftal van Hoffenheim, in een wedstrijd in de Bundesliga tegen Hamburger SV (1–4 verlies). Hij begon in de basiself en werd na 81 minuten naar de kant gehaald. Süle groeide in de jaren die volgden uit tot basisspeler bij Hoffenheim. Hij tekende in januari 2017 een contract tot medio 2022 bij FC Bayern München, maar maakte nog wel het lopende seizoen af bij Hoffenheim.
Hij maakte op 5 augustus 2017 zijn debuut voor Bayern, tijdens een gewonnen wedstrijd tegen Borussia Dortmund om de Duitse supercup 2017. Hij groeit geleidelijk uit tot een belangrijke speler voor deze club. Op 19 oktober 2019 raakt hij zwaar geblesseerd aan de kruisband van zijn linkerknie. In augustus 2020 is hij hersteld en krijgt hij speeltijd in de eindfase van de Champions League, die door Bayern wordt gewonnen.
In de zomer van 2022 maakte hij de overstap naar Borussia Dortmund. Bij deze club was hij niet altijd een vaste waarde.

## Clubstatistieken
| Seizoen     | Club                | Competitie  | Competitie | Competitie | Beker | Beker | Internationaal | Internationaal | Totaal | Totaal |
| Seizoen     | Club                | Competitie  | Wed.       | Dlp.       | Wed.  | Dlp.  | Wed.           | Dlp.           | Wed.   | Dlp.   |
| ----------- | ------------------- | ----------- | ---------- | ---------- | ----- | ----- | -------------- | -------------- | ------ | ------ |
| 2012/13     | TSG 1899 Hoffenheim | Bundesliga  | 2          | 0          | 0     | 0     | —              | —              | 2      | 0      |
| 2013/14     | TSG 1899 Hoffenheim | Bundesliga  | 25         | 4          | 3     | 1     | —              | —              | 28     | 5      |
| 2014/15     | TSG 1899 Hoffenheim | Bundesliga  | 15         | 1          | 2     | 0     | —              | —              | 17     | 1      |
| 2015/16     | TSG 1899 Hoffenheim | Bundesliga  | 33         | 0          | 1     | 0     | —              | —              | 34     | 0      |
| 2016/17     | TSG 1899 Hoffenheim | Bundesliga  | 33         | 2          | 1     | 0     | —              | —              | 34     | 2      |
| Club totaal | Club totaal         | Club totaal | 108        | 7          | 7     | 1     | 0              | 0              | 115    | 8      |
| 2017/18     | Bayern München      | Bundesliga  | 27         | 2          | 5     | 0     | 9              | 0              | 41     | 2      |
| 2018/19     | Bayern München      | Bundesliga  | 31         | 2          | 4     | 0     | 6              | 0              | 41     | 2      |
| 2019/20     | Bayern München      | Bundesliga  | 8          | 0          | 2     | 0     | 6              | 0              | 16     | 0      |
| 2020/21     | Bayern München      | Bundesliga  | 20         | 1          | 3     | 0     | 10             | 1              | 33     | 2      |
| 2021/22     | Bayern München      | Bundesliga  | 28         | 1          | 2     | 0     | 8              | 0              | 38     | 1      |
| Club totaal | Club totaal         | Club totaal | 114        | 6          | 16    | 0     | 39             | 1              | 169    | 7      |
| 2022/23     | Borussia Dortmund   | Bundesliga  | 29         | 2          | 4     | 0     | 8              | 0              | 41     | 2      |
| 2023/24     | Borussia Dortmund   | Bundesliga  | 20         | 1          | 2     | 0     | 5              | 0              | 27     | 1      |
| Club totaal | Club totaal         | Club totaal | 49         | 3          | 6     | 0     | 13             | 0              | 68     | 3      |
| Totaal      | Totaal              | Totaal      | 271        | 16         | 29    | 1     | 52             | 1              | 352    | 18     |

Bijgewerkt tot en met 25 mei 2022 

## Interlandcarrière
Süle kwam uit voor Duitsland –16 tot en met Duitsland –21. Hij debuteerde in 2016 in het Duits voetbalelftal. In juni 2017 nam Süle met Duitsland deel aan de FIFA Confederations Cup 2017, die werd gewonnen door in de finale Chili te verslaan (1–0). Süle maakte eveneens deel uit van de Duitse selectie, die onder leiding van bondscoach Joachim Löw deelnam aan de WK-eindronde 2018 in Rusland. Daar werd Die Mannschaft voortijdig uitgeschakeld. De ploeg strandde in de groepsfase, voor het eerst sinds het wereldkampioenschap 1938, na nederlagen tegen Mexico (0–1) en Zuid-Korea (0–2). In groep F werd alleen van Zweden (2–1) gewonnen, al kwam die zege pas tot stand in de blessuretijd. Süle speelde als basisspeler mee in een van de drie groepswedstrijden.
| Interlands van Niklas Süle voor Duitsland | Interlands van Niklas Süle voor Duitsland | Interlands van Niklas Süle voor Duitsland | Interlands van Niklas Süle voor Duitsland | Interlands van Niklas Süle voor Duitsland | Interlands van Niklas Süle voor Duitsland | Interlands van Niklas Süle voor Duitsland |
| №                                         | Datum                                     | Wedstrijd                                 | Uitslag                                   | Soort wedstrijd                           | Doelpunten                                |                                           |
| Als speler bij Bayern München             | Als speler bij Bayern München             | Als speler bij Bayern München             | Als speler bij Bayern München             | Als speler bij Bayern München             | Als speler bij Bayern München             | Als speler bij Bayern München             |
| ----------------------------------------- | ----------------------------------------- | ----------------------------------------- | ----------------------------------------- | ----------------------------------------- | ----------------------------------------- | ----------------------------------------- |
| 1.                                        | 31 augustus 2016                          | Duitsland – Finland                       | 2 – 0                                     | Vriendschappelijk                         |                                           |                                           |
| 2.                                        | 6 juni 2017                               | Denemarken – Duitsland                    | 1 – 1                                     | Vriendschappelijk                         |                                           |                                           |
| 3.                                        | 19 juni 2017                              | Australië – Duitsland                     | 2 – 3                                     | Confederations Cup 2017                   |                                           |                                           |
| 4.                                        | 22 juni 2017                              | Chili – Duitsland                         | 1 – 1                                     | Confederations Cup 2017                   |                                           |                                           |
| 5.                                        | 25 juni 2017                              | Kameroen – Duitsland                      | 1 – 3                                     | Confederations Cup 2017                   |                                           |                                           |
| 6.                                        | 2 juli 2017                               | Chili – Duitsland                         | 0 – 1                                     | Confederations Cup 2017                   |                                           |                                           |
| 7.                                        | 8 oktober 2017                            | Duitsland – Azerbeidzjan                  | 5 – 1                                     | Kwalificatie WK 2018                      |                                           |                                           |
| 8.                                        | 14 november 2017                          | Duitsland – Frankrijk                     | 2 – 2                                     | Vriendschappelijk                         |                                           |                                           |
| 9.                                        | 27 maart 2018                             | Duitsland – Brazilië                      | 0 – 1                                     | Vriendschappelijk                         |                                           |                                           |
| 10.                                       | 2 juni 2018                               | Oostenrijk – Duitsland                    | 2 – 1                                     | Vriendschappelijk                         |                                           |                                           |
| 11.                                       | 8 juni 2018                               | Duitsland – Saoedi-Arabië                 | 2 – 1                                     | Vriendschappelijk                         |                                           |                                           |
| 12.                                       | 27 juni 2018                              | Zuid-Korea – Duitsland                    | 2 – 0                                     | WK 2018                                   |                                           |                                           |
| 13.                                       | 9 september 2018                          | Duitsland – Peru                          | 2 – 1                                     | Vriendschappelijk                         |                                           |                                           |
| 14.                                       | 16 oktober 2018                           | Frankrijk – Duitsland                     | 2 – 1                                     | Nations League Divisie A                  |                                           |                                           |
| 15.                                       | 15 november 2018                          | Duitsland – Rusland                       | 3 – 0                                     | Vriendschappelijk                         | 25'                                       |                                           |
| 16.                                       | 19 november 2018                          | Duitsland – Nederland                     | 2 – 2                                     | Nations League Divisie A                  |                                           |                                           |
| 17.                                       | 20 maart 2019                             | Duitsland – Servië                        | 1 – 1                                     | Vriendschappelijk                         |                                           |                                           |
| 18.                                       | 24 maart 2019                             | Nederland – Duitsland                     | 2 – 3                                     | Kwalificatie EK 2020                      |                                           |                                           |
| 19.                                       | 8 juni 2019                               | Wit-Rusland – Duitsland                   | 0 – 2                                     | Kwalificatie EK 2020                      |                                           |                                           |
| 20.                                       | 11 juni 2019                              | Duitsland – Estland                       | 8 – 0                                     | Kwalificatie EK 2020                      |                                           |                                           |

Bijgewerkt op 12 juni 2019.

## Erelijst
| UEFA Champions League | 1x | 2019/20                            |
| UEFA Super Cup        | 1x | 2020                               |
| FIFA Club World Cup   | 1x | 2020                               |
| Bundesliga            | 4x | 2017/18, 2018/19, 2019/20, 2020/21 |
| DFB-Pokal             | 2x | 2018/19, 2019/20                   |
| DFL-Supercup          | 3x | 2017, 2018, 2020                   |

| Competitie              | Winnaar   | Winnaar   | Runner-up | Runner-up | Derde     | Derde     |
| Competitie              | Aantal    | Jaren     | Aantal    | Jaren     | Aantal    | Jaren     |
| Duitsland               | Duitsland | Duitsland | Duitsland | Duitsland | Duitsland | Duitsland |
| ----------------------- | --------- | --------- | --------- | --------- | --------- | --------- |
| FIFA Confederations Cup | 1x        | 2017      |           |           |           |           |
| Duitsland (OS)          |           |           |           |           |           |           |
| Olympische Zomerspelen  |           |           | 1x        | 2016      |           |           |

1 Neuer  ·
2 Upamecano ·
3 Kim ·
6 Kimmich ·
7 Gnabry ·
8 Goretzka ·
9 Kane ·
10 Sané ·
11 Coman ·
15 Dier ·
16 Palhinha ·
17 Olise ·
18 Peretz ·
19 Davies ·
21 Ito ·
22 Guerreiro ·
23 Boey ·
24 Vidović ·
25 Müller ·
26 Ulreich ·
27 Laimer ·
28 Buchmann ·
40 Urbig ·
42 Musiala ·
44 Stanišić ·
45 Pavlović ·
Coach: Kompany
· Assistent-coach: Danks
1 Horn ·
2 Toljan ·
3 Klostermann ·
4 Ginter ·
5 Süle ·
6 S. Bender ·
7 Meyer ·
8 L. Bender ·
9 Selke ·
10 Goretzka  ·
11 Brandt ·
12 Huth ·
13 Max ·
14 Bauer ·
15 Christiansen ·
16 Prömel ·
17 Gnabry ·
18 Petersen ·
22 Oelschlägel ·
Coach: Hrubesch
1 Trapp ·
2 Mustafi ·
3 Hector ·
4 Ginter ·
5 Plattenhardt ·
6 Henrichs ·
7 Draxler  ·
8 Goretzka ·
9 Wagner ·
10 Demirbay ·
11 Werner ·
12 Leno ·
13 Stindl ·
14 Emre Can ·
15 Younes ·
16 Rüdiger ·
17 Süle ·
18 Kimmich ·
20 Brandt ·
21 Rudy ·
22 Ter Stegen ·
Coach: Löw
1 Neuer  ·
2 Plattenhardt ·
3 Hector ·
4 Ginter ·
5 Hummels ·
6 Khedira ·
7 Draxler ·
8 Kroos ·
9 Werner ·
10 Özil ·
11 Reus ·
12 Trapp ·
13 Müller ·
14 Goretzka ·
15 Süle ·
16 Rüdiger ·
17 Boateng ·
18 Kimmich ·
19 Rudy ·
20 Brandt ·
21 Gündoğan ·
22 Ter Stegen ·
23 Gómez ·
Coach: Löw
1 Neuer  ·
2 Rüdiger ·
3 Halstenberg ·
4 Ginter ·
5 Hummels ·
6 Kimmich ·
7 Havertz ·
8 Kroos ·
9 Volland ·
10 Gnabry ·
11 Werner ·
12 Leno ·
13 Hofmann ·
14 Musiala ·
15 Süle ·
16 Klostermann ·
17 Neuhaus ·
18 Goretzka ·
19 Sané ·
20 Gosens ·
21 Gündoğan ·
22 Trapp ·
23 Can ·
24 Koch ·
25 Müller ·
26 Günter ·
Coach: Löw
1 Neuer  ·
2 Rüdiger ·
3 Raum ·
4 Ginter ·
5 Kehrer ·
6 Kimmich ·
7 Havertz ·
8 Goretzka ·
9 Füllkrug ·
10 Gnabry ·
11 Götze ·
12 Trapp ·
13 Müller ·
14 Musiala ·
15 Süle ·
16 Klostermann ·
17 Brandt ·
18 Hofmann ·
19 Sané ·
20 Günter ·
21 Gündoğan ·
22 Ter Stegen ·
23 Schlotterbeck ·
24 Adeyemi ·
25 Bella-Kotchap ·
26 Moukoko ·
Coach: Flick